# 续范亭
续范亭（1893年11月27日—1947年9月12日），名培模，字范亭，别号恕人，山西省崞县（今原平市）城东南西社村（今属定襄县）人，民国时期军事人物。

## 生平
早年参加中国同盟会，辛亥革命时任革命军山西远征队长；后在国民军中工作，曾任国民第三军第六混成旅长和国民军联军军事政治学校校长等职。
1935年续范亭在南京拜谒中山陵时悲愤地写下《哭陵》一诗，并在中山陵前剖腹自戕，要求抗日。诗：“赤膊条条任去留，丈夫于世何所求？窃恐民气摧残尽，愿把身躯易自由。”但当时《中央日报》多日未予报道，国民党中央甚至宣称其係因失恋而剖腹。
1937年9月，续范亭任第二战区民族革命战争战地总动员委员会主任委员，与中国共产党人合作创建山西新军。1938年6月，由关向应、南汉宸介绍，秘密加入中国共产党。1940年，任晋西北军政民联合委员会副主任委员、晋西北行政公署行署主任。同年11月，任晋西北军区副司令员。1940年冬，病倒。1941年，赴延安养病。1947年9月12日，病逝于山西临县。1947年临终前，以遗书的方式重新申请入党并经中共中央批准公开其党员身份。

## 家庭
- 三子一女，女儿最为年长
  - 长女续磊，女婿穆青
  - 长子续大我
  - 次子续大宇
  - 三子续大田